# Африканские буйволы
Африканские буйволы (лат. Syncerus) — род быков, включающий ныне живущего африканского буйвола и как минимум один вымерший вид Syncerus acoelotus. Вымерший гигантский буйвол Syncerus antiquus также включается в этот род многими специалистами. Известны с плиоцена до наших дней. По мтДНК Babulus и Sincerus разделились 7,26 млн лет назад.
Ареалом представителей рода, как современных, так и вымерших, является Африка.

## Виды и подвиды
- Syncerus caffer — Африканский буйвол
  - Syncerus caffer aequinoctialis
  - Syncerus caffer brachyceros
  - Syncerus caffer caffer
  - Syncerus caffer mathewsi
  - Syncerus caffer nanus — Красный буйвол
- † Syncerus acoelotus
- † Syncerus antiquus